# Bror Muncks Memorial
Bror Muncks Memorial startade som en krävande hinderlöpning till häst vid Arméns rid- och körskola i Strömsholm, men efter nedläggning av ridskolan genomförs tävlingen som en fälttävlan till fots. Av tradition genomförs dock ett av tävlingens många moment fortfarande till häst. Numera turas de kvarvarande kavalleriregementena om att anordna tävlingen, dessa är Livgardet, Livregementets Husarer, Arméns jägarbataljon samt Markstridsskolan. Sedan 2015 finns även en soldatklass.